# ماركوس جبريل فرنانديز
ماركوس جبريل فرنانديز (بالإسبانية: Marcos Gabriel Fernández)‏ (20 أبريل 1993 في الأرجنتين - ) هو لاعب كرة قدم أرجنتيني في مركز الوسط. شارك مع منتخب الأرجنتين تحت 20 سنة لكرة القدم. أما مع النوادي، فقد لعب مع نادي أتليتيكو كولون وسان لويس دي كويلوتا.

## وصلات خارجية
- ماركوس جبريل فرنانديز على موقع قاعدة بيانات كرة القدم.إي يو (الإنجليزية)
- ماركوس جبريل فرنانديز على موقع Soccerway.com (الإنجليزية)
- ماركوس جبريل فرنانديز على موقع AS.com (الإسبانية)